# Estadio Edgardo Baltodano Briceño
El Estadio Edgardo Baltodano Briceño, está ubicado en la ciudad de Liberia en la provincia de Guanacaste, Costa Rica.
El estadio es propiedad de la Municipalidad de Liberia y lo utiliza el equipo Municipal Liberia de la Primera División de Costa Rica. Posee cancha natural y tiene capacidad para 6.500 personas según la comisión de emergencias de Costa Rica.
El primer partido fue entre la AD Guanacasteca y el equipo de Limón FC. Como dato curioso en ese entonces le solicitan a la AD Guanacasteca que lo inaugure en un juego de Primera División de Costa Rica, dado que el juego que debían efectuar en esa fecha era de visitantes ante Limón FC y se les pide a los caribeños que accedan jugar en la Ciudad Blanca; es así como ese día, Limón FC fue local en Liberia ante Guanacasteca. El resultado final fue de empate a un gol.

## Remodelación
El estadio fue sometido a intensas labores de mejoramiento, tanto en su infraestructura como en su césped natural, a partir de 2013, debido a que es una sede de la Copa Mundial Femenina de Fútbol Sub-17, y fue aprobada por la FIFA.
para que la gente disfrute los partidos que van a ver en el recinto liberiano